# ジョヴァンニ・バッティスタ・ランゲッティ
ジョヴァンニ・バッティスタ・ランゲッティ（Giovanni Battista Langetti、Giambattista Langettiとも、1635年ころ - 1676年10月22日）は、17世紀、イタリアの画家である。ジェノヴァ、ローマで働いた後、ヴェネツィアで活躍した。光と闇のコントラストを強調する「テネブリズム」を用いた作品から「Principe dei Tenebrosi（闇の王子の意）」の仇名でも呼ばれた。

## 略歴
ジェノヴァで生まれた。ジョヴァンニ・バッティスタ・カルローネらの画家たちと親しい家族の出身で、1639年までに両親が亡くなった後、カルローネに支援されたともされている。ジェノヴァでカラヴァッジオの追随者のである画家のジョアッキーノ・アセレート（Gioacchino Assereto: 1600-1649）に学んだ可能性が高いともされる。 
ローマに移り、ピエトロ・ダ・コルトーナ（1596-1669）のもとで働いた後、画家のルカ・ジョルダーノに勧められて、1650年代半ばにヴェネツィアに移ったとされ、その後はヴェネツィアで働いた。同時代の著述家マルコ・ボスキーニ (Marco Boschini: 1602-1681) は1660年の著書「Carta del navegar pitoresco」でランゲッティはすでに数年前からヴェネツィアに住み、非常に活発に活動し、高く評価されていたとしている。ヴェネツィアの画家、ジョヴァンニ・フランチェスコ・カッサーナ（Giovanni Francesco Cassana: 1611–1691）とも働いたとされる。 
テネブリズムを特徴とするカラヴァッジョの追随者（カラヴァジェスティ: Caravaggisti) のスタイルの作品を残し、ヨハン・カール・ロト（1632–1698）やアントニオ・ザンキ（1631-1722）といった画家に影響を与えた。
40歳ほどであった1676年にヴェネツィアで没した。

## 作品

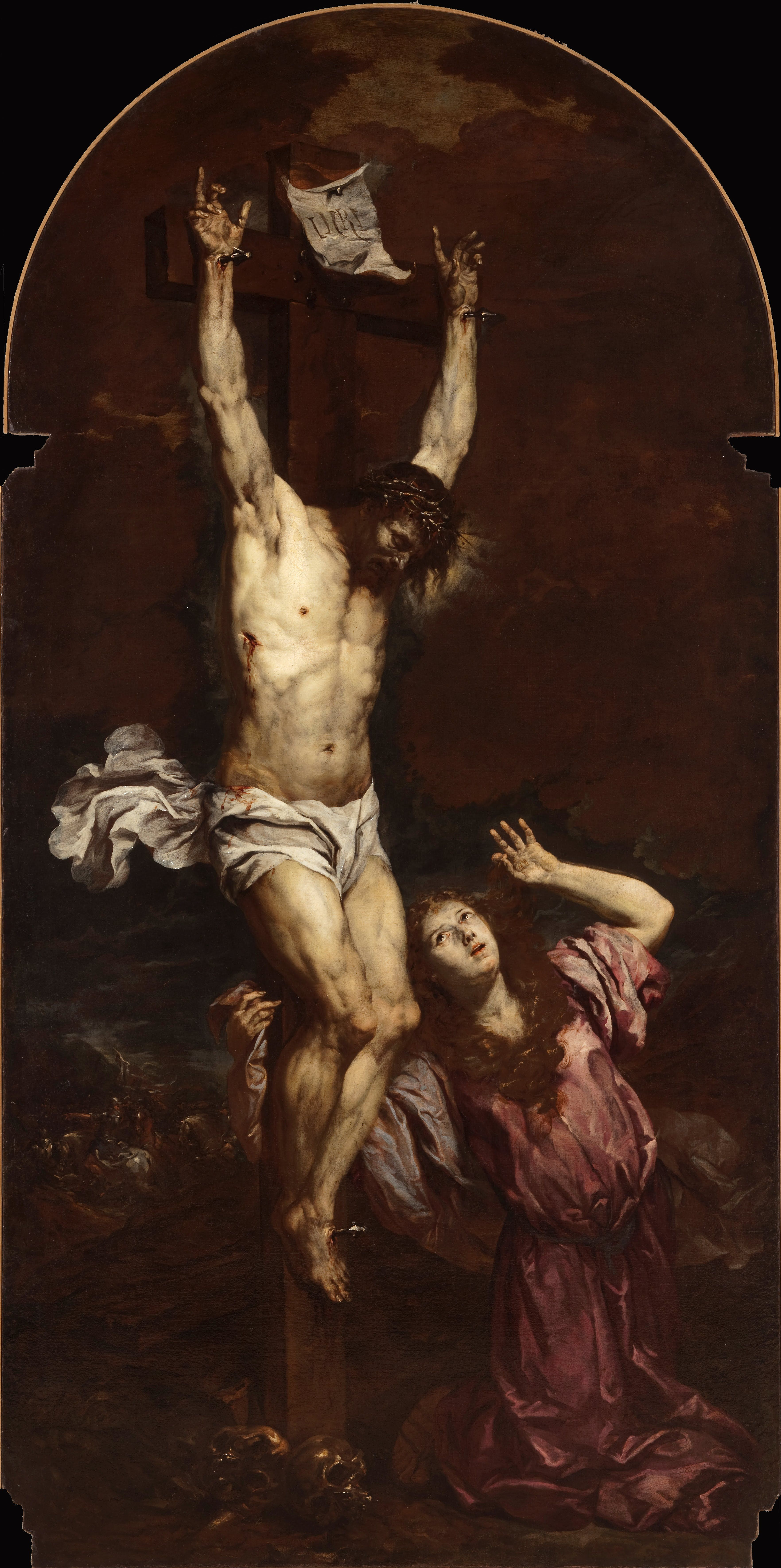
十字架のもとのマグダラのマリア(c.1663) カ・レッツォーニコ
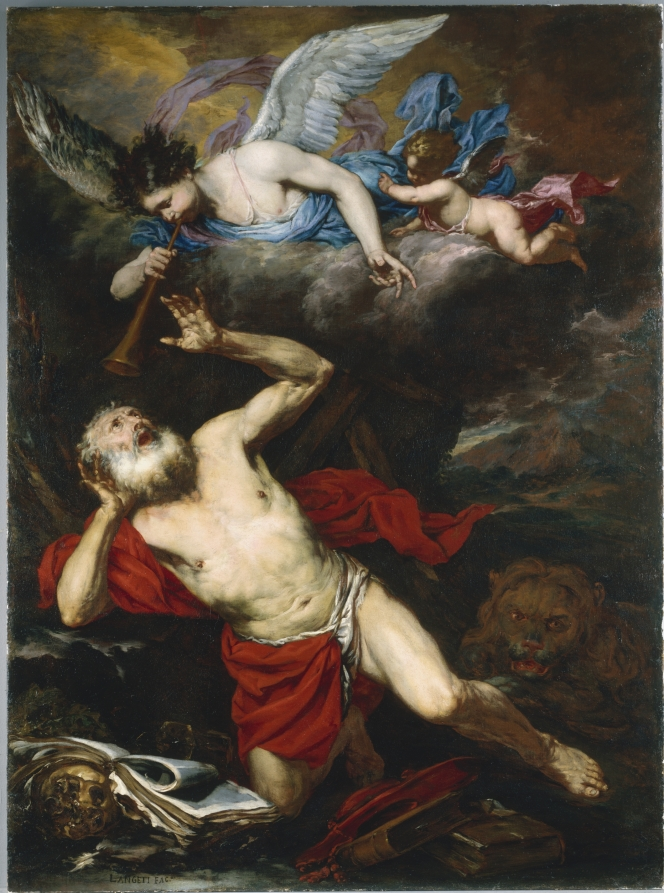
聖ヒエロニムスの幻視 (1660) クリーブランド美術館
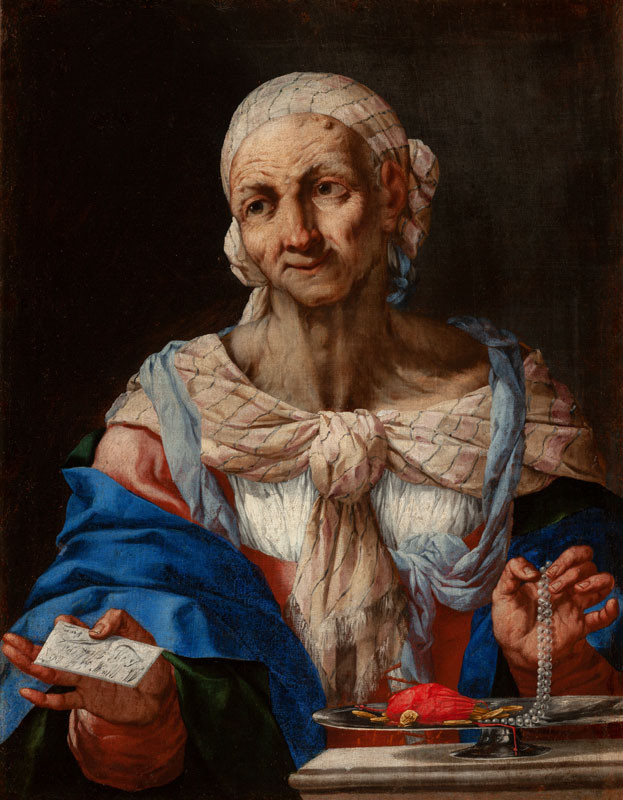
真珠と手紙を持つ老女 (1663) プラハ国立美術館
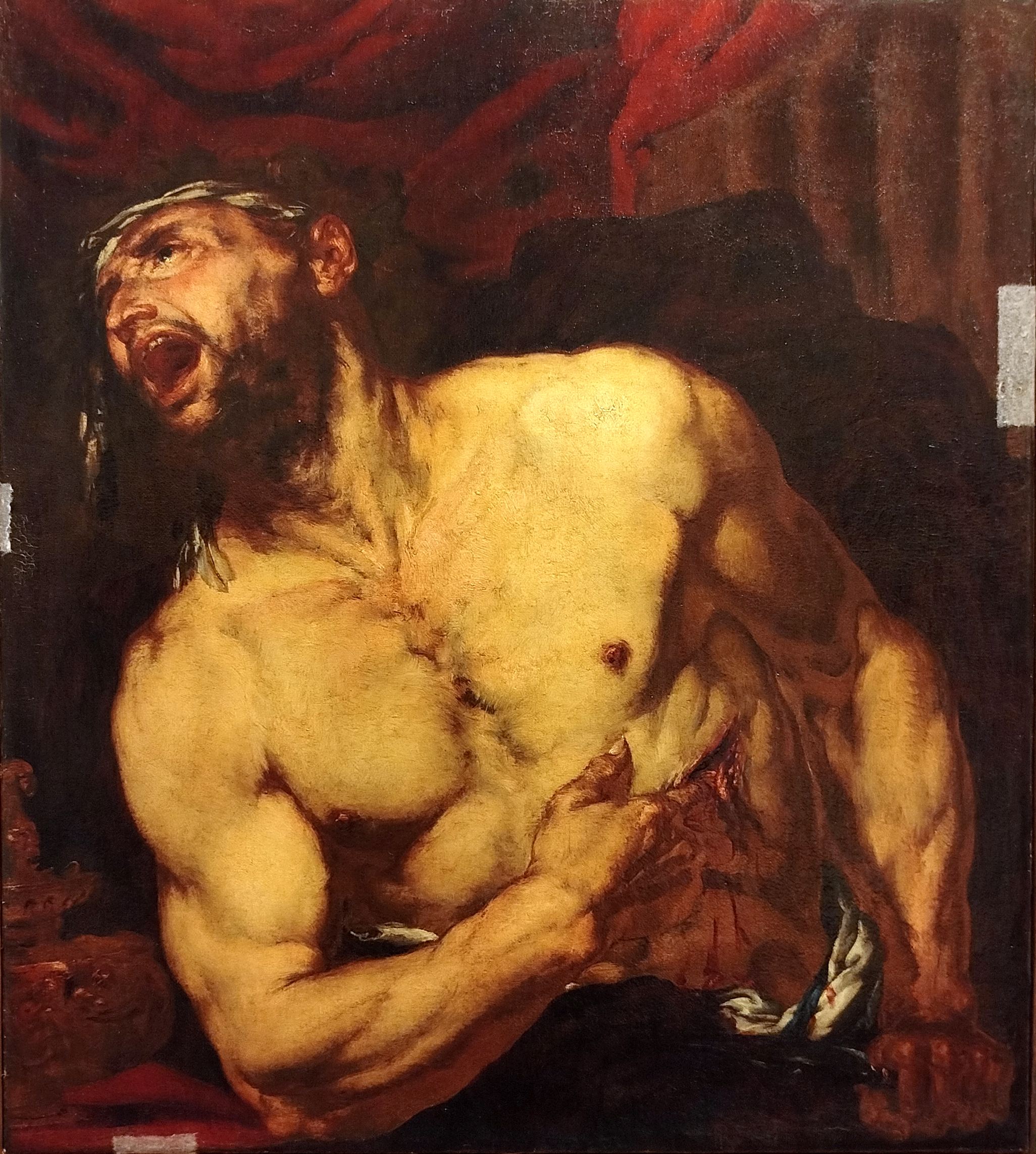
カトーネの死 Musei Civici di Padova

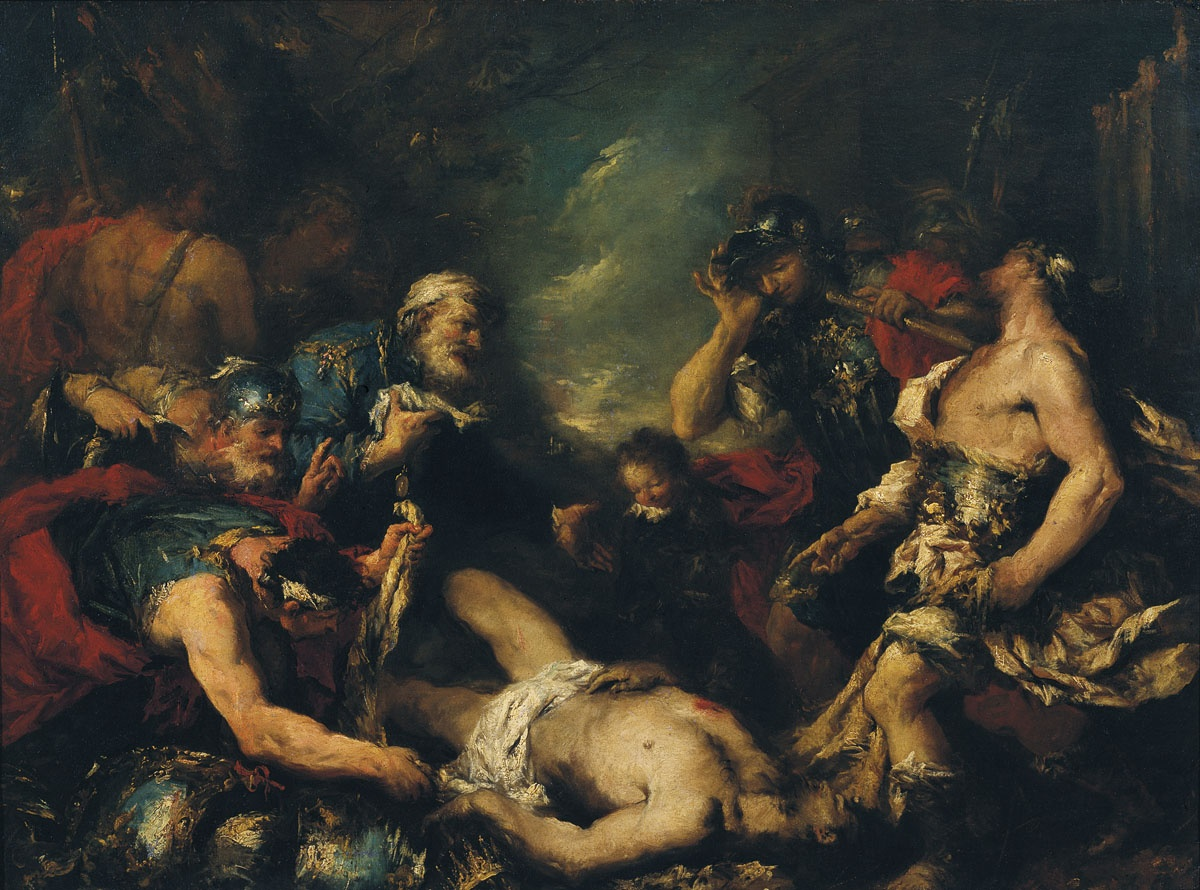
アレクサンドロス2世 (マケドニア王) (1740) プーシキン美術館
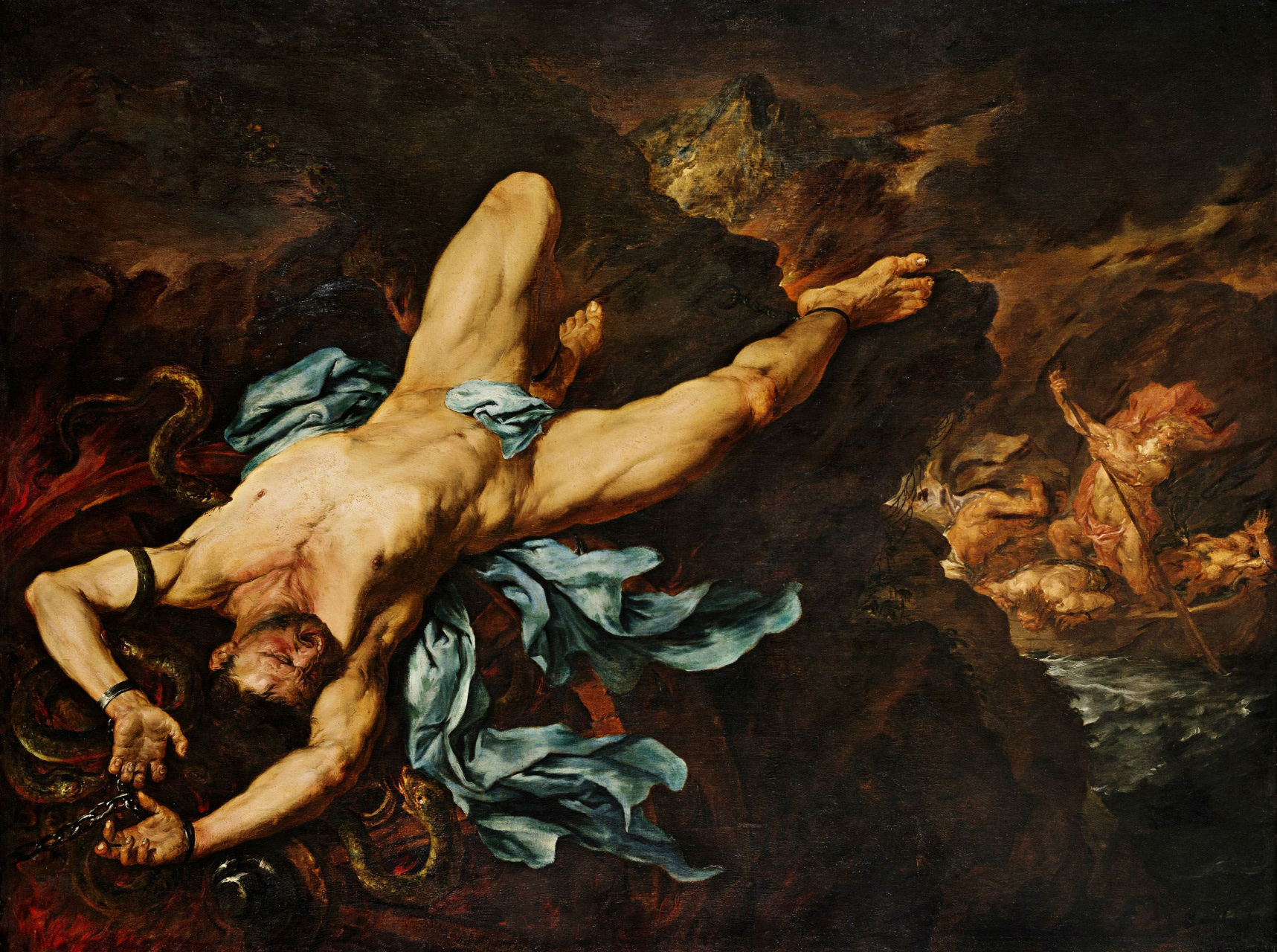
イクシーオーンの車輪
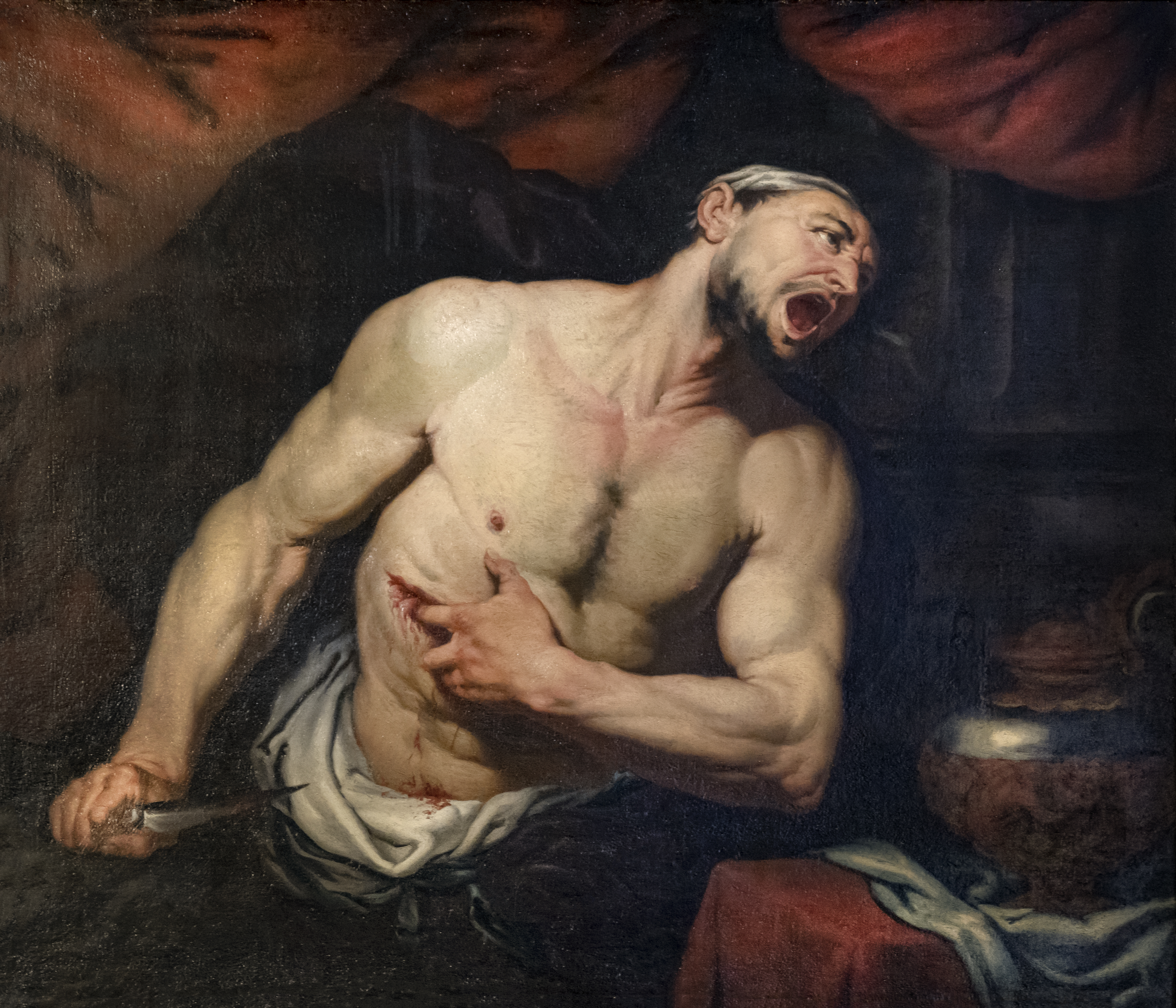
カトーネの自殺